# Vzpírání na Letních olympijských hrách 1984
Vzpěračské soutěže na Letních olympijských hrách 1984 probíhaly od 29. července do 8. srpna. Soutěže hostil Albert Gersten Pavilion v Los Angeles disponující kapacitou 4200 diváků. Závodilo se na činkách značky York. Medaile byly rozdány v 10 mužských kategoriích na základě vzepřených kilogramů v olympijském dvojboji.
Soutěže poznamenal bojkot zemí Východního bloku (s výjimkou Rumunska a Jugoslávie), Československo tak ve vzpěračských soutěžích nemělo poprvé od roku 1948 žádného zástupce. Celkem se zúčastnilo 187 vzpěračů ze 48 zemí světa. Nejúspěšnějšími výpravami se staly Čína se 4 zlatými medailemi a Rumunsko se ziskem celkem 8 cenných kovů.

## Medailisté

### Muži
| Kategorie  | Zlato                                          | výsledek                        | Stříbro                                       | výsledek               | Bronz                                      | výsledek               |
| do 52 kg   | Ceng Kuo-čchiang · Čína (CHN)                  | 235 kg (105 + 130)              | Čou Pchej-šun · Čína (CHN)                    | 235 kg (107,5 + 127,5) | Manabe Kazušito · Japonsko (JPN)           | 232,5 kg (102,5 + 130) |
| do 56 kg   | Wu Šu-te · Čína (CHN)                          | 267,5 kg (120 + 147,5)          | Laj Žun-ming · Čína (CHN)                     | 265 kg (125 + 140)     | Kotaka Masahiro · Japonsko (JPN)           | 252,5 kg (112,5 + 140) |
| do 60 kg   | Čchen Wej-čchiang · Čína (CHN)                 | 282,5 kg (125 + 157,5)          | Gelu Radu · Rumunsko (ROU)                    | 280 kg (125 + 155)     | Cchaj Wen-i · Tchaj-wan (TPE)              | 272,5 kg (125 + 147,5) |
| do 67,5 kg | Jao Ťing-jüan · Čína (CHN)                     | 320 kg (142,5 + 177,5)          | Andrei Socaci · Rumunsko (ROU)                | 312,5 kg (142,5 + 170) | Jouni Grönman · Finsko (FIN)               | 312,5 kg (140 + 172,5) |
| do 75 kg   | Karl-Heinz Radschinsky · Západní Německo (FRG) | 340 kg (150 + 190)              | Jacques Demers · Kanada (CAN)                 | 335 kg (147,5 + 187,5) | Dragomir Cioroslan · Rumunsko (ROU)        | 332,5 kg (147,5 + 185) |
| do 82,5 kg | Petre Becheru · Rumunsko (ROU)                 | 355 kg (155 + 200)              | Robert Kabbas · Austrálie (AUS)               | 342,5 kg (150 + 192,5) | Isaoka Rjódži · Japonsko (JPN)             | 340 kg (150 + 190)     |
| do 90 kg   | Nicu Vlad · Rumunsko (ROU)                     | 392,5 kg OR (172,5 OR + 220 OR) | Dumitru Petre · Rumunsko (ROU)                | 360 kg (165 + 195)     | David Mercer · Velká Británie (GBR)        | 352,5 kg (157,5 + 195) |
| do 100 kg  | Rolf Milser · Západní Německo (FRG)            | 385 kg (167,5 + 217,5)          | Vasile Gropa · Rumunsko (ROU)                 | 382,5 kg (165 + 217,5) | Pekka Niemi · Finsko (FIN)                 | 367,5 kg (160 + 207,5) |
| do 110 kg  | Norberto Oberburger · Itálie (ITA)             | 390 kg (175 + 215)              | Stefan Tasnadi · Rumunsko (ROU)               | 380 kg (167,5 + 212,5) | Guy Carlton · Spojené státy americké (USA) | 377,5 kg (167,5 + 210) |
| nad 110 kg | Dean Lukin · Austrálie (AUS)                   | 412,5 kg (172,5 + 240)          | Mario Martinez · Spojené státy americké (USA) | 410 kg (185 + 225)     | Manfred Nerlinger · Západní Německo (FRG)  | 397,5 kg (177,5 + 220) |

## Pořadí zemí

### Medailová tabulka
| Pořadí | Země                         | Zlato | Stříbro | Bronz |
| ------ | ---------------------------- | ----- | ------- | ----- |
| 1.     | Čína (CHN)                   | 4     | 2       | -     |
| 2.     | Rumunsko (ROU)               | 2     | 5       | 1     |
| 3.     | Západní Německo (FRG)        | 2     | –       | 1     |
| 4.     | Austrálie (AUS)              | 1     | 1       | -     |
| 5.     | Itálie (ITA)                 | 1     | –       | -     |
| 6.     | Spojené státy americké (USA) | –     | 1       | 1     |
| 7.     | Kanada (CAN)                 | –     | 1       | -     |
| 8.     | Japonsko (JPN)               | –     | –       | 3     |
| 9.     | Finsko (FIN)                 | –     | –       | 2     |
| 10.    | Tchaj-wan (TPE)              | –     | –       | 1     |
| 10.    | Velká Británie (GBR)         | –     | –       | 1     |

### Neoficiální klasifikace zemí
| Pořadí | Země                         | Zlato | Stříbro | Bronz | Celkově |
| ------ | ---------------------------- | ----- | ------- | ----- | ------- |
| 1.     | Rumunsko (ROU)               | 2     | 5       | 1     | 43      |
| 2.     | Čína (CHN)                   | 4     | 2       | –     | 40      |
| 3.     | Japonsko (JPN)               | –     | –       | 3     | 26      |
| 4.     | Západní Německo (FRG)        | 2     | –       | 1     | 24      |
| 5.     | Velká Británie (GBR)         | –     | –       | 1     | 13      |
| 6.     | Austrálie (AUS)              | 1     | 1       | –     | 12      |
| 7.     | Spojené státy americké (USA) | –     | 1       | 1     | 11      |
| 8.     | Kanada (CAN)                 | –     | 1       | –     | 10      |
| 9.     | Finsko (FIN)                 | –     | –       | 2     | 8       |
| 10.    | Itálie (ITA)                 | 1     | –       | –     | 7       |
| 11.    | Jižní Korea (KOR)            | –     | –       | –     | 7       |
| 12.    | Tchaj-wan (TPE)              | –     | –       | 1     | 4       |
| 13.    | Řecko (GRE)                  | –     | –       | –     | 3       |
| 14.    | Egypt (EGY)                  | –     | –       | –     | 2       |
| 14.    | Indonésie (INA)              | –     | –       | –     | 2       |
| 16.    | Irák (IRQ)                   | –     | –       | –     | 1       |
| 16.    | Nigérie (NGR)                | –     | –       | –     | 1       |
| 16.    | Španělsko (ESP)              | –     | –       | –     | 1       |
| 16.    | Švédsko (SWE)                | –     | –       | –     | 1       |